# Ernst Malmberg
Ernst Fredrik Waldemar Malmberg, född 29 september 1867 i Ringarums församling, Östergötlands län, död 11 november 1960 i Solna församling, Stockholms län,var en svensk arméofficer, skriftställare, målare och tecknare.
Efter avslutad skolgång sökte han sig till armén där han utsågs till kapten 1903 och övergick till reserven 1909. Redan under ungdomsåren var han intresserad av konstnärlig verksamhet och under skolåren försökte han utbilda sig konstnärligt. Han fick en viss vägledning av Georg Pauli innan han 1905-1907 vistades i Paris för konststudier. Han fick senare ytterligare undervisning av Carl Larsson, Anders Zorn och Bruno Liljefors dessa var konstnärer han stod personligen nära. Som illustratör utförde han ett flertal teckningar som idag har ett stort kultur- och antikvariskt intresse. Hans konst består av huvudsakligen av landskapsskildringar. Som skriftställare medverkade han bland annat med artiklar i Svenska slott och herresäten.

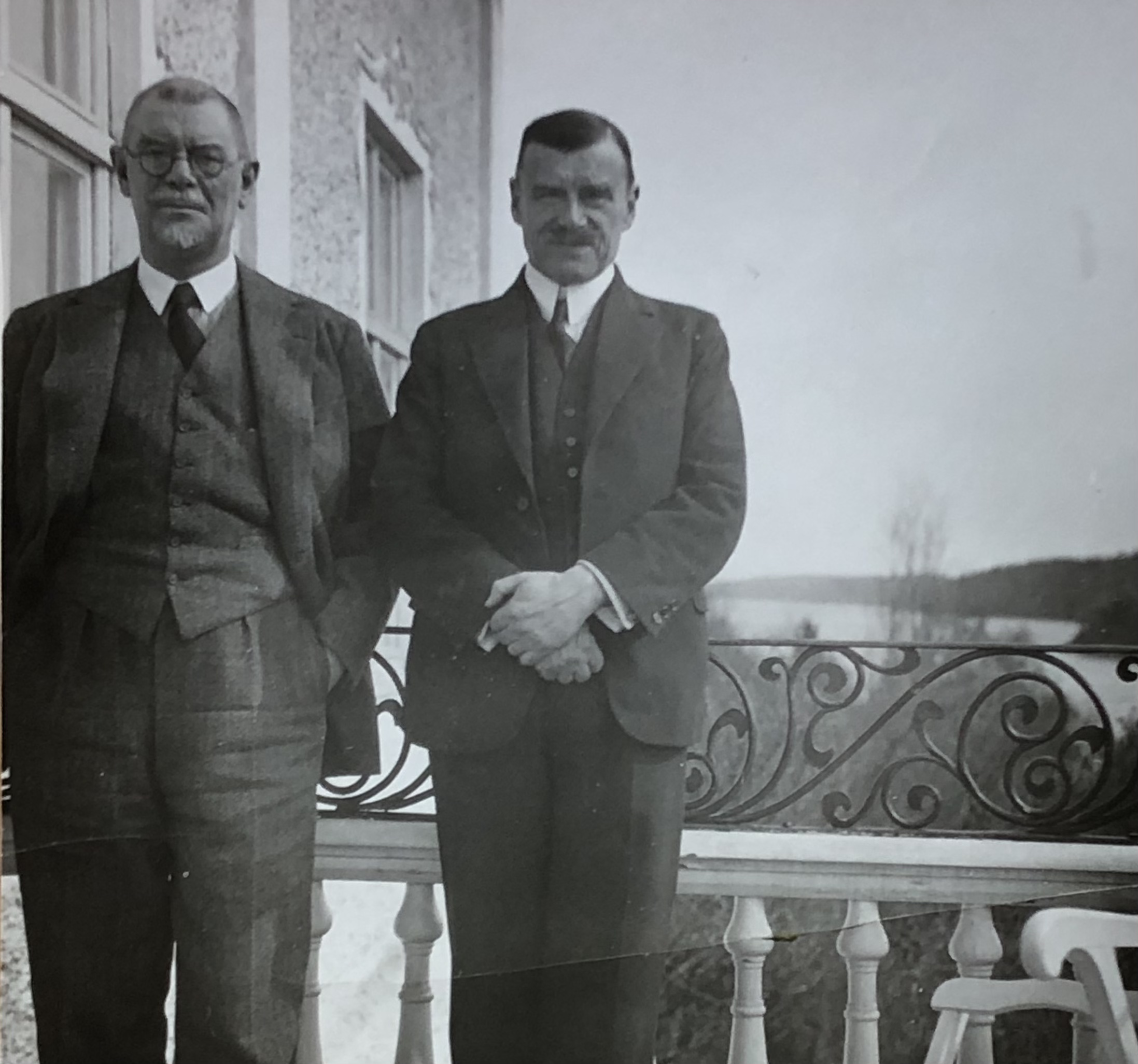
Ernst Malmberg till höger, tillsammans med Albert Engström 1930. Bilden är tagen från balkongen på herrgården Borg i Valdemarsvik. I bakgrunden syns Valdemarsviken.

Malmberg var son till lantbrukaren Per Fredrik Malmberg och Hilda Wikström samt från 1895 gift med Sigrid Calamnius. Han var bror till Gustaf Malmberg.